# Magyarország állóvizeinek listája
Magyarország állóvizeinek listája mintegy 3500 tavat foglal magába. Ide tartoznak a természetes úton létrejött tavaink, melyek az összes állóvíz közt 25 százalékot képviselnek és a mesterséges úton létrehozott állóvizeink, melyek a magyarországi állóvizek 75 százalékát alkotják. A magyarországi állóvizek együttesen 1685 négyzetkilométernyi területet borítanak, amely az ország területéből közel 2 százalékot tesz ki.

## Természetes eredetű állóvizeink listája
| Az állóvíz neve | Területe km²          | Térfogata km³ | Átlagos vízmélysége m | Legnagyobb vízmélysége m | Kialakulása                     | Elhelyezkedése                                      |
| --------------- | --------------------- | ------------- | --------------------- | ------------------------ | ------------------------------- | --------------------------------------------------- |
| Balaton         | 594                   | 1,9           | 3,0-3,6               | 12,5                     | Szerkezeti mélyedést kitöltő tó | Keszthely és Siófok közt, a Dunántúl középső részén |
| Velencei-tó     | 26                    | --            | 1,5                   | --                       | Szerkezeti mélyedést kitöltő tó | Fejér megye                                         |
| Fertő-tó        | 322/75 Magyarországon | --            | 0,7-1,5               | 1,8                      | Szerkezeti mélyedést kitöltő tó | Ausztria/Magyarország                               |